# Leonardo Boff
Leonardo Boff (ur. 14 grudnia 1938 w Concórdia, w stanie Santa Catarina, w Brazylii) – teolog, filozof i pisarz, znany przede wszystkim ze swoich działań wśród ludzi biednych oraz idei ochrony środowiska naturalnego. Zwolennik i propagator teologii wyzwolenia, przez co Jan Paweł II zakazał mu nauczania w imieniu Kościoła katolickiego.

## Życiorys
Jest wnukiem włoskich imigrantów pochodzących z Wenecji Euganejskiej, którzy pod koniec XIX wieku przybyli do Rio Grande do Sul w Brazylii.
Studiował filozofię w Kurytybie i teologię w Petrópolis. W roku 1959 wstąpił do zakonu franciszkanów, a w roku 1964 otrzymał święcenia kapłańskie. Następnie kontynuował studia filozoficzne i teologiczne na Uniwersytecie Ludwika i Maksymiliana w Monachium, gdzie doktoryzował się w 1970. Swoją dysertację opublikował w języku niemieckim, w książce Die Kirche als Sakrament im Horizont der Welterfahrung.
Przez 22 lata był profesorem teologii systematycznej i ekumenicznej we Franciszkańskim Instytucie Teologicznym w Petrópolis. Był profesorem teologii na wielu wyższych uczelniach i uniwersytetach Brazylii i wielu innych krajów, m.in. na Uniwersytecie Lizbońskim, Uniwersytecie w Salamance, Uniwersytecie Harvarda, Uniwersytecie Bazylejskim i Uniwersytecie w Heidelbergu.
Od początku, wraz z Gustavo Gutiérrezem brał aktywny udział w kształtowaniu teologii wyzwolenia.
W 1984 roku rozpoczął się jego proces przed Kongregacją Nauki Wiary pod przewodnictwem księdza kardynała Josepha Ratzingera, późniejszego papieża Benedykta XVI. Główny zarzut dotyczył powiązań z teologią wyzwolenia, ukazanych w książce Kościół: charyzmat i władza. W rezultacie w 1985 roku został skazany na karę obsequious silence, co wiązało się z odsunięciem od wszelkiej działalności wydawniczej, oraz zakaz posługi kapłańskiej. Decyzja ta została uchylona w 1986.
W 1992 ogłosił, że rezygnuje z posługi duchownego Kościoła katolickiego i przechodzi do stanu laickiego. Powiedział: Zmieniam okopy, żeby kontynuować tę samą walkę. Po zrzuceniu habitu dalej prowadził swoją działalność jako teolog wyzwolenia, pisarz, profesor, doradca ruchów społecznych i mówca na wielu konferencjach walczących o godność i prawa człowieka w Brazylii i innych krajach.
W 1993 został mianowany profesorem etyki, filozofii religii i ekologii na Państwowym Uniwersytecie Rio de Janeiro. Obecnie mieszka w Jardim Araras, leśnej głuszy, niedaleko Petrópolis. Jego partnerką jest obrończyni i propagatorka praw człowieka Marcia Maria Monteiro de Miranda. 15 sierpnia 2008 roku wziął udział w zaprzysiężeniu nowego prezydenta Paragwaju – Fernando Lugo – byłego księdza werbisty i biskupa.
Leonardo Boff jest autorem ponad 60 książek z zakresu teologii, duchowości, filozofii, antropologii i mistycyzmu. Jego twórczość doczekała się licznych tłumaczeń. 8 grudnia 2001 został uhonorowany nagrodą Right Livelihood Award za działalność w ubogich społecznościach na rzecz ochrony środowiska i sprawiedliwości społecznej.

## Poglądy
Ważnym aspektem rozważań Leonardo Boffa jest rozwój integralnej i inkluzywnej etyki wyzwoleńczej, która bierze pod uwagę wszystkie wymiary człowieka i natury. W tym kontekście broni potrzeby zawarcia nowego paktu etycznego między ludźmi, który uwzględniałby aspekty społeczne i ekologiczne. Jego celem byłoby zachowanie wspólnej przyszłości planety i ludzkości, które byłyby zagrożone przez dewastację środowiska i niesprawiedliwość strukturalną. To porozumienie wymaga myślenia nie tylko o sobie, ale także o przyszłych pokoleniach. Jego najbardziej emblematycznym dziełem w tej dziedzinie etyki jest trylogia: „Cnoty publiczne dla świata, który może być inny” (port.: Virtudes públicas para outro mundo possível), w której proponuje globalizację z ludzką twarzą. Boff postrzega kryzysy jako okazje do przejścia do nowego paradygmatu życia, charakteryzującego się planetarnym i kosmicznym znaczeniem ludzkiej egzystencji. Boff chwali następujące cnoty: gościnność, współistnienie, szacunek, tolerancję, troskę, wspólne jedzenie i picie oraz życie w pokoju. Poniżej znajduje się krótka charakterystyka jego poglądów na współistnienie mędzy ludźmi, które rozpatruje w wielu wymiarach:

1. Gościnność powinna stanowić niezbędną cnotę w czasach kryzysu migracyjnego; powinna być prawem i obowiązkiem każdego, co więcej, nakazem etycznym, który należy praktykować bezwarunkowo. Z tej perspektywy gościnność obejmuje serdeczne powitanie, uważne słuchanie, uczciwe negocjacje, bezinteresowne wyrzeczenie się, świadomą odpowiedzialność, inteligentną transformację i powinna skutkować polityką społeczną polegającą na przyjmowaniu imigrantów i włączaniu do społeczeńśtwa tych, którzy są odmienni;

2. Współistnienie powinno stanowić centralną cechę obecnych czasów i być rozumiane w jej podwójnym wymiarze: psychospołecznym i kosmicznym. Cnota ta powinna umożliwić życie z różnymi ludźmi w świecie międzykulturowym, międzyreligijnym i międzyetnicznym. Tolerancja i szacunek miałyby stanowić dwa podstawowe aspekty „cnoty współistnienia”;

3. Troska, rozumiana jako pełen miłości stosunek do rzeczywistości stanowi cnotą związaną z istotą istoty ludzkiej. Jest to cnota, która pobudza wrażliwość ludzi na innych ludzi i wszystko, co nas otacza. Cnota ta obejmuje umiejętność dostrzegania innych, troszczenia się o nich, odczuwania z nimi współczucia, a ponadto cnota ta prowadzi do troskliwej postawy wobec planety. Bez tej cnoty stajemy się odczłowieczeni;
   
4. Cnota „wspólnego jedzenia i picia” ma treść materialną i wiąże się z „duchowym” wymiarem istoty ludzkiej. „Jedzenie i picie” (wspólne spożywanie posiłków) byłoby czymś więcej niż prawem i obowiązkiem wszystkich ludzi; byłby to nakaz moralny, który nie dopuszczałby wyjątków ani wykluczeń. Głód i niedożywienie milionów ludzi byłoby zbrodnią przeciwko ludzkości i skandalem społecznym, biorąc pod uwagę, że dysponujemy środkami i zasobami technicznymi pozwalającymi na wyżywienie wszystkich mieszkańców planety. Boff broni rolnictwa ekologicznego, krytykuje GMO i wyraża zaniepokojenie rosnącym niedoborem zasobów wodnych; 

5. Uświadomienie sobie cnoty „życia w pokoju” nie będzie łatwym zadaniem, ponieważ przemoc jest w każdym z nas, a pokojowa postawa wymaga nauczania bez przemocy, które wyraża się w języku i postawach. Oprócz przemocy wewnętrznej żyjemy zanurzeni w brutalnym środowisku społecznym (przemoc patriarchalna, przemoc kulturowa, przemoc gospodarki kapitalistycznej i przemoc mając swoje źródło w kosmosie). Dopóki te formy przemocy będą aktywne, dopóki ludzie będą głodować i nie będzie solidarności, dopóty na świecie nie będzie pokoju. Boff uważa jednak istnienie pokoju za możliwe, a wręcz konieczne.